# 贺拔仁
贺拔仁（6世纪—570年5月5日），又名贺拔焉过儿，字天惠，善无郡（今山西省朔州市）人，北魏、东魏、北齐官员。

## 生平
北魏末年，贺拔仁从高欢入河北。北魏太昌元年（532年）贺拔仁任帐内都督。从高欢于韩陵（今河南安阳东北）之战击破尔朱兆，力战有功。东魏元象元年（538年）二月，贺拔仁攻打西魏南汾州，南汾州刺史韦子粲向贺拔仁投降。九月，贺拔仁袭击并消灭了邢磨纳、卢仲礼等人的兵马。
武定五年（547年）五月十八，东魏任命开府仪同三司库狄干为太师，录尚书事孙腾为太傅，汾州刺史贺拔仁为太保。北齐天保元年（550年）高洋封贺拔仁为安定郡王。历任数州刺史。天保五年（554年）太保安定王贺拔仁贡献的马匹不太强壮，贺拔仁坐违节度除名。高洋就把他的头发拔掉，免去官职，废为平民，发配到晋阳去背炭。
天保八年（557年），高洋任命太师斛律金为右丞相，前大将军可朱浑道元为太傅，开府仪同三司贺拔仁为太保。乾明元年（560年），常山王高演、长广王高湛与平秦王高归彦、贺拔仁、斛律金一起参与诛杀杨愔。齐后主天统元年（565年）四月廿五，高纬任命贺拔仁为太师，侯莫陈相为太保，冯翊王高润为司徒，赵郡王高叡为司空，河南王高孝琬为尚书令。天统三年（567年）八月，高纬任命任城王高湝为太师，冯翊王高润为大司马，段韶为左丞相，贺拔仁为右丞相，侯莫陈相为太宰，娄睿为太傅，斛律光为太保，韩祖念为大将军，赵郡王高叡为太尉，东平王高俨为司徒。武平元年二月十五日（570年3月7日），高纬任命斛律光为右丞相、并州刺史，任城王高湝为太师，贺拔仁为录尚书事。同年三月十五日（570年5月5日），贺拔仁去世，赠相国、太尉、录尚书、都督十二州诸军事、朔州刺史，谥号武。

## 家庭

### 儿子
- 贺拔昌，世子，北齐骠骑大将军、开府仪同三司、右厢都督、太子右卫帅、西阳县开国公
- 贺拔怀信，隋朝通事舍人